# 大男子主义
大男子主义（英語：male chauvinism），又称男性沙文主義、男性至上主義、男性優越主義或者大男人主義，是一種認為男尊女卑、男性必定優於女性，因此男性更應統治女性的意識形態。
沙文主義本指極端民族主義，在1960年代被婦女解放運動（women's liberation movement）用作形容認為男性優於女性的思想。在網路空間，男性沙文主義者常被鄙稱為「沙文主義豬」，簡稱「沙豬」。

## 定義
- 丈夫或父親的权力是至高无上的，对妻子和孩子的态度应该由男人的理性來判断。丈夫是一家之主，妻子必须顺从丈夫。
- 男性需要承擔比女性較大的家庭的責任，也有更大的权利，是家庭的領導者。
- 一切男人說的算，女人沒有說話參與決策的權利
- 一夫多妻是合理的，一妻多夫则不可。
- 成功人士必定为男性。
- 女人是男人的財產。
- 男性拥有性自由、无需守贞，女性反之
  - 例如男性擁有多個女性伴侶是風流，女人則是淫蕩。

## 現今社會
大男人主義對於較注重傳統家庭的社會影响較大，這是因為家庭比較受傳統的影響，以男性及家族為主的亞洲社會主導社會的經濟發展，社會經濟結構是大男人主義的部分因素。
但隨著現代社会日趨重視性別平等，女性的社经地位上升，大男子主義這些觀念在現今被認為是歧视及壓抑女性，並構成性別定型，影響兩性關係，同時壓制及定義男性的身心發展，因此逐漸被揚棄。
另外雖然隨著社會女性就職的比率逐漸與男性相當，但大多數的女性仍會被期望在婚後當家庭主婦，就算不是全職家庭主婦通常也會比男性有更多照顧子女上的負擔（不論是自身的觀點（即自責自己為何沒照顧好小孩）或外界給予的觀點（即認為為何不回去好好照顧好小孩））。亦有部份的男性認為女性若選擇當家庭主婦，則無權再要求男性還要在工作之餘分擔家務。

## 外部連結
- . ETtoday新聞雲. 2017-04-28  [2019-05-26]. （原始内容存档于2019-05-26）.